# Sant Joan de les Abadesses (ort)
Sant Joan de les Abadesses är en ort i Spanien.   Den ligger i provinsen Província de Girona och regionen Katalonien, i den östra delen av landet, 500 km öster om huvudstaden Madrid. Sant Joan de les Abadesses ligger 779 meter över havet och antalet invånare är 3 593.
Terrängen runt Sant Joan de les Abadesses är huvudsakligen kuperad, men åt nordväst är den bergig. Sant Joan de les Abadesses ligger nere i en dal. Runt Sant Joan de les Abadesses är det glesbefolkat, med 13 invånare per kvadratkilometer. Närmaste större samhälle är Olot, 17,8 km öster om Sant Joan de les Abadesses. I omgivningarna runt Sant Joan de les Abadesses växer i huvudsak blandskog.